# 衞綝
衞綝，五胡十六国時代前凉官员，西平郡（今青海省西宁市）人。
355年九月，隴西郡人李儼反前涼而起兵，在隴西自立。前凉牛霸讨伐李俨，还没有到达。衞綝也占据西平郡反叛，攻打進軍途上的牛霸。牛霸的兵众溃散，单騎逃归。前涼衛将軍張瓘想要先討衞綝，但是因为其兄張珪在衞綝軍中，衞綝之弟在張瓘軍軍中，于是两方经年不相攻。
西平人田旋擁立酒泉郡太守馬基，让他反叛前涼呼应衞綝。他对馬基说：“衞綝击其东，我等绝其西，不六旬，天下可定，这就是闭口捕舌。”馬基同意，于是起兵响应衞綝。
西平人郭勋通晓天文，不应州郡之征召。衞綝以礼相聘，郭勋说：“张氏应衰，衞氏当兴，岂得以一弟而灭一门，宜速伐张瓘。”衞綝于是同意，張瓘派弟弟张琚率领大軍討伐衞綝。衞綝大敗，势力散亡，其生死不明。
馬基被前涼司馬張姚、王国率兵二千攻打，也被打敗。馬基、田旋被殺，传首姑臧。